# アルゴノート (SS-475)
|          |                                                                                      |
| 艦歴     |                                                                                      |
| 発注     |                                                                                      |
| 起工     | 1944年6月28日                                                                        |
| 進水     | 1944年10月1日                                                                        |
| 就役     | 1945年1月15日                                                                        |
| 退役     | 1968年12月2日                                                                        |
| 除籍     | 1968年12月2日                                                                        |
| その後   | 1968年12月2日にカナダに売却                                                          |
| 性能諸元 |                                                                                      |
| 排水量   | 1,870トン（水上） 2,416トン（水中）                                                  |
| 全長     | 311 ft 8 in                                                                          |
| 全幅     | 27 ft 4 in                                                                           |
| 吃水     | 16 ft 5 in                                                                           |
| 機関     | フェアバンクス＝モース 38D 8 1/8ディーゼルエンジン 4基 エリオット・モーター発電機2基 |
| 最大速   | 水上：20.25 ノット (37 km/h) 水中：8.75 ノット (16 km/h)                             |
| 航続距離 | 11,000カイリ（10ノット時） （19 km/h 時に 20,000 km）                                |
| 試験深度 | 400ft (120m)                                                                         |
| 巡航期間 | 潜航2ノット (4km/h) 時48時間、哨戒活動75日間                                         |
| 乗員     | 士官6名、兵員60名                                                                    |
| 兵装     | 5インチ砲1基、40ミリ機関砲、20ミリ機銃 21インチ魚雷発射管10門                        |

アルゴノート (USS Argonaut, SS-475) は、アメリカ海軍の潜水艦。テンチ級潜水艦の一隻。艦名はカイダコ科（貝殻の名称ではアオイガイ科）に属するタコの総称に因んで命名された。その名を持つ艦としては2隻目。

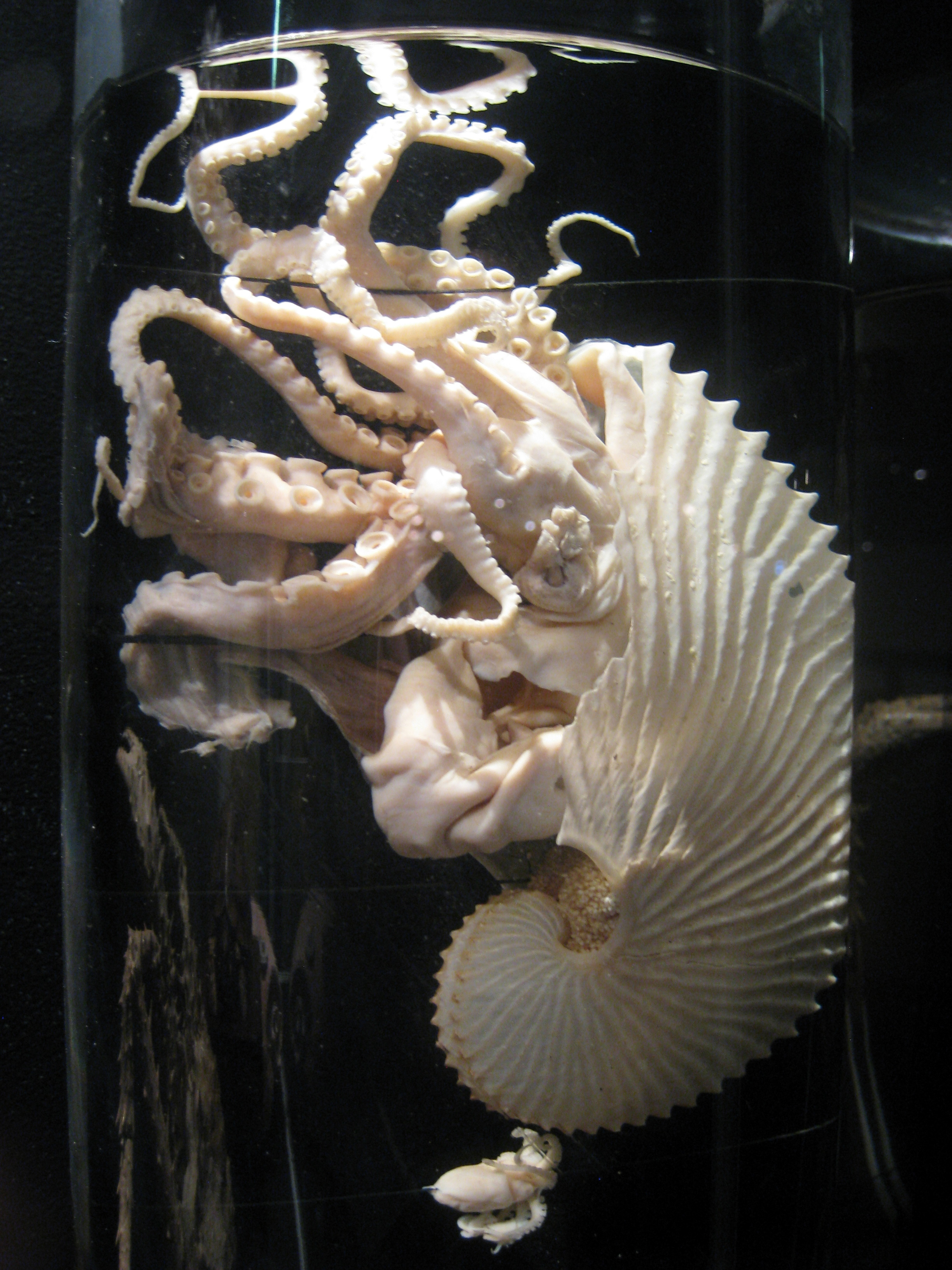
カイダコ・アオイガイ（Greater argonaut）

## 艦歴
アルゴノートは1944年6月28日にメイン州キタリーのポーツマス海軍造船所で起工した。1944年10月1日にアラン・R・マッカン夫人によって命名、進水し、1945年1月15日に艦長ジョン・S・シュミット少佐（アナポリス1937年組）の指揮下就役する。
アルゴノートはポーツマス海域およびナラガンセット湾で整調を行い、3月27日に整調後信頼性試験のためポーツマスへ帰還した。その後4月14日にフロリダ州キーウェストに向けて出航し、軽飛行機の特別試験と艦隊音響学校での訓練活動に従事する。5月13日にフロリダ沿岸を離れ、パナマ運河を通過してハワイに向かう。真珠湾には6月11日に到着し、アルゴノートは修理および訓練のため2週間を過ごした。

### 哨戒
6月28日、アルゴノートは最初の哨戒で東シナ海に向かった。サイパン島に寄港するまで潜航訓練を行い、7月6日には病院船高砂丸（大阪商船、9,315トン）を発見した。7月10日にサイパン島に寄港し燃料を補給。サイパン島を出航後、台湾海峡、東シナ海および黄海に向かって敵艦の探索を始めた。7月16日に撃墜機のパイロットを救助し、パイロットはクィルバック (USS Quillback, SS-424) に引き渡した。8月7日には北緯34度48分 東経125度48分 / 北緯34.800度 東経125.800度の地点にある SHICHIHATSU TO に対して艦砲射撃を行った。
アルゴノートの唯一の船舶に対する戦闘は8月12日に行われた。北緯34度22分 東経125度35分 / 北緯34.367度 東経125.583度の地点において40ミリ機関砲および20ミリ機銃による砲撃で、25トンのジャンクを撃沈した。8月15日、日本は降伏。その6日後の8月21日、アルゴノートは52日間の行動を終えてグアムアプラ港に帰投。8月12日の戦闘は第二次世界大戦におけるアルゴノートの唯一の戦果となった。

### 戦後
アルゴノートは9月1日にグアムを出航し、真珠湾とパナマ運河を経由してニューヨーク州トンプキンズビルに向かった。10月4日にニューヨークに到着し、続いてオーバーホールのためメイン州キタリーに向かう。1946年初めにアルゴノートはパナマを拠点とする大西洋艦隊に配属される。パナマに向かう途中、アルゴノートは軽巡洋艦ホノルル (USS Honolulu, CL-48) とニューヨークとフィラデルフィア間の東海岸沖で濃霧の中衝突事故を起こす。両艦の損傷は軽微で、アルゴノートはそのままパナマに向かった。1946年後半にアルゴノートはコネチカット州ニューロンドンを拠点とする第2潜水戦隊に配属された。
1952年7月、アルゴノートはフィラデルフィア海軍造船所で改修が行われた。この改修によってシュノーケルおよび流線型の司令塔が装備された。これらの変更によりアルゴノートは水中における耐久性が向上することとなった。アルゴノートは1955年7月までニューロンドンを拠点として活動し、その後バージニア州ノーフォークの第6潜水戦隊に配属された。アルゴノートはレギュラスミサイルが装備され、巡航ミサイル潜水艦に改修された。
1958年、アルゴノートは母港をプエルトリコのサンフアンに変更する。同地で1年間を過ごし、ミサイル戦略活動に従事した。1959年にノーフォークに帰還し、1960年初めにオーバーホールを行い、そのときにミサイル発射装置は取り外された。改修が完了すると、アルゴノートは定時任務を再開し、対潜水艦戦訓練の支援をノーフォーク沖で行った。
1962年10月15日、アルゴノートは海軍のキューバ封鎖に参加した。その後ノーフォーク海軍造船所で定期オーバーホールが行われる。作業が1963年5月13日に完了し、アルゴノートはニューロンドン海域で回復訓練を行う。バージニア岬海域での訓練の後、8月19日に地中海に向けて出航、第6艦隊との任務に就く。アルゴノートはジブラルタル、クレタ島のソウダ湾、ギリシャのロドス島、トルコのイズミル、フランスのトゥーロン、マルセイユ、イタリアのサンレモ、ナポリを訪問した。その後12月15日に母港に帰還した。
アルゴノートは東海岸での定時任務を継続し、定期的に地中海の配備に就いた。1965年12月1日にノーフォーク海軍造船所でのオーバーホールに入る。作業が完了すると1966年6月10日に出航し公試を行う。その後ニューロンドンに向かい回復訓練を行った。アルゴノートは1966年の残りをニューロンドンの潜水艦学校での任務に費やした。
アルゴノートは1967年の初めにノーフォークへ移動したが、1月9日にバージニア岬海域を離れサンフアンに向かった。1月の残りと2月の大半はスプリングボード作戦に参加し、2月23日にカリブ海を離れ、5日後にノーフォークに到着した。続く2ヶ月間、アルゴノートは北大西洋および地中海巡航の準備を行う。5月26日に出航し、ノルウェーのトロンヘイムを訪問した。その後ドイツのクックスハーフェン、スコットランドのリース (スコットランド)、スペインのロタ、イタリアのナポリ、マルタ島のバレッタを訪問し、9月20日に母港に帰還した。その後は年末まで沿岸での活動に従事した。
1968年2月6日にニューロンドンに到着したアルゴノートは、2月9日に入渠、2月26日まで留まった。2月27日に出航しノーフォークに帰還する。3月半ばにフロリダ州ジャクソンビルの作戦海域で哨戒を行い、3月22日にポートエバーグレーズに寄港した。3日後、母港に向けての帰路に就く。3月29日にノーフォークに到着し、沿岸活動を開始した。10月に再びポートエバーグレーズに巡航し、同月ノーフォークに帰還、不活性化の準備に入る。アルゴノートは12月2日に退役し、同日除籍された。アルゴノートは同日カナダに売却され、カナダ海軍ではレインボー (HMCS Rainbow, SS-75) の艦名で就役した。レインボーは1974年12月31日に退役した。
アルゴノートは第二次世界大戦の戦功で1個の従軍星章を受章した。